# Bureau académique d'écriture
Le Bureau académique d’écriture était une société savante française active dans la seconde moitié du XVIIIe siècle.
Ne doit pas être confondu avec la Société académique d'écriture.

## Histoire

### Académie royale d'écriture

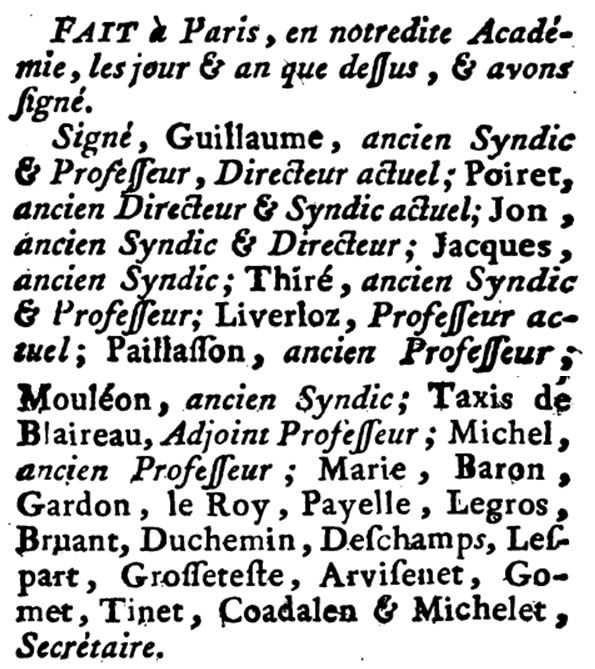
Composition de l'Académie royale d'écriture en octobre 1771, d'après l'approbation du traité de Jacques Dubois (1772).

La Communauté des maîtres écrivains jurés, constituée en 1570, s’est perpétuée tout au long du XVIIe siècle, mais fut aussi à l'origine de la création d'une Académie royale d’écriture en 1762 par Louis XV, ce qui peut être considéré comme une promotion au regard des autres Académies, telle l’Académie française. Composée d'un directeur, d'un secrétaire, d'un chancelier, d'un garde des archives et de quatre professeurs et d’autant d’adjoints, elle regroupait les principales compétences exercées alors par les maîtres écrivains : la grammaire, le calcul, les vérifications, l’écriture et la paléographie elles-mêmes, ce qui revenait à les officialiser. Elle fait paraître des avis dans le Mercure de France. Parmi les maîtres écrivains qui la composèrent, on peut citer François Nicolas Bédigis, René Potier, Charles Paillasson, H. F. Pelletier, Ourbelin, Claude Remy.

### Bureau académique d'écriture

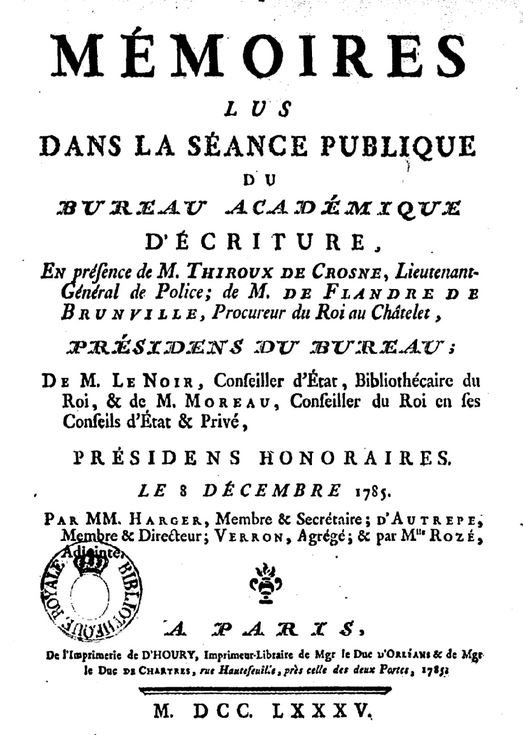
Les Mémoires du Bureau académique d'écriture de 1785 (Paris BNF).

Par lettres-patentes du 23 janvier 1779, Louis XVI transforma cette Académie en un Bureau académique d’écritures, fort de vingt-quatre membres, vingt-quatre agrégés et vingt-quatre associés. Les quatre compétences ci-dessus furent confirmées mais la vérification des écritures lui fut donnée comme compétence exclusive. Ce faisant, comme le souligne Ch. Métayer, on transférait des prérogatives sensibles d’une société corporatiste (la communauté des maîtres écrivains) à une société apparentée aux sociétés savantes. Le Bureau était présidé par le lieutenant-général de police, le procureur du Roi, et dirigé par un directeur assisté d’un secrétaire, ceux-ci renouvelés tous les deux ans.
Le bureau fut d’abord installé rue Coquillière, y tint des séances publiques deux fois par mois et y dispensait un enseignement. S’y tenaient aussi des séances des professeurs à destination des maîtres écrivains parisiens, deux dimanches par mois. Il fut ensuite transféré à la Bibliothèque royale. Le Bureau tenait tous les ans en automne une séance solennelle de rentrée ; les Mémoires secrets (dits de Bachaumont) relatent celle du 23 novembre 1784 et l’on trouve dans L’Esprit des journaux (mars 1786), la relation de celle du 8 octobre 1785. Parmi ses membres, directeurs ou secrétaires les plus connus, se trouvent Jean-Joseph Bernard, Charles Paillasson, Pourchasse, D'Autrèpe, Alexis-Joseph Harger, Blin, Simon Dessalle, Valentin Haüy, Delill.
En décembre 1791 les experts-écrivains du Bureau envoyèrent à l'Assemblée nationale une pétition imprimée qui demandait que les accusés de faux en écriture soient encore astreints à « faire des corps d'écriture » afin que ceux-ci puissent encore employer leurs prérogatives dans la vérification des écritures.
Le Bureau ne survécut apparemment pas à la Révolution puisqu’on en n’a plus trace après 1794 (quant à la Communauté, elle disparut lors de l’abolition du régime corporatif en mars 1791). Vers 1796, il fut remplacé par une Société académique d'écriture, de vérification et d'institution nationale, renommée ensuite Société libre d'écriture, de vérification, belles-lettres et... et enfin Société libre d'institution de Paris.

## Sources
- Paris BNF (Mss.) : Ms. N.A.F. 22763 (pièce 7). Pièces diverses sur le Bureau académique d'écriture, sis à la Bibliothèque du Roi.
- Paris ANF : U 1398. Affaire du Bureau académique d’écriture (1785-1789).
- Paris ANF : AB XIX 659, n° 2 : Lettres patentes du Roi portant confirmation de statuts pour la Communauté des Maîtres Ecrivains... Paris : Imprimerie royale, 1779. Autre exemplaire à Paris BNF (Impr.) : F-23629(717) et (718), et F-21199.
- Paris ANF : O1x 135, f. 225 : Lettres patentes de création du Bureau académique d’écriture.
- Mémoires [et éloges] lus dans la séance publique du Bureau Académique d'écriture. Paris : D’Houry et Debure, 1779-1787. In-4°. Cette série se poursuit de 1779 à 1787 au moins. Des volumes se trouvent à Paris BNF, Chicago NL (collection Wing), Lyon INRP. Les Mémoires de 1784 contiennent une importante contribution de Valentin Haüy sur la lecture avec des livres imprimés en relief. Le fascicule du 7 décembre 1785 est sur Gallica.
- Pétition, à l'Assemblée nationale, des experts-écrivains de l'Académie établie à Paris, par lettres-patentes sous le titre de Bureau académique d'écriture. Paris : Imprimerie de Testu, 25 décembre 1791. 8°, 15 p. Paris BNF : VP-6384, 8-V PIECE-12244. Numérisé dans Gallica.